# 法伊斯尼茨河
50°2′30″N 12°10′0″E / 50.04167°N 12.16667°E

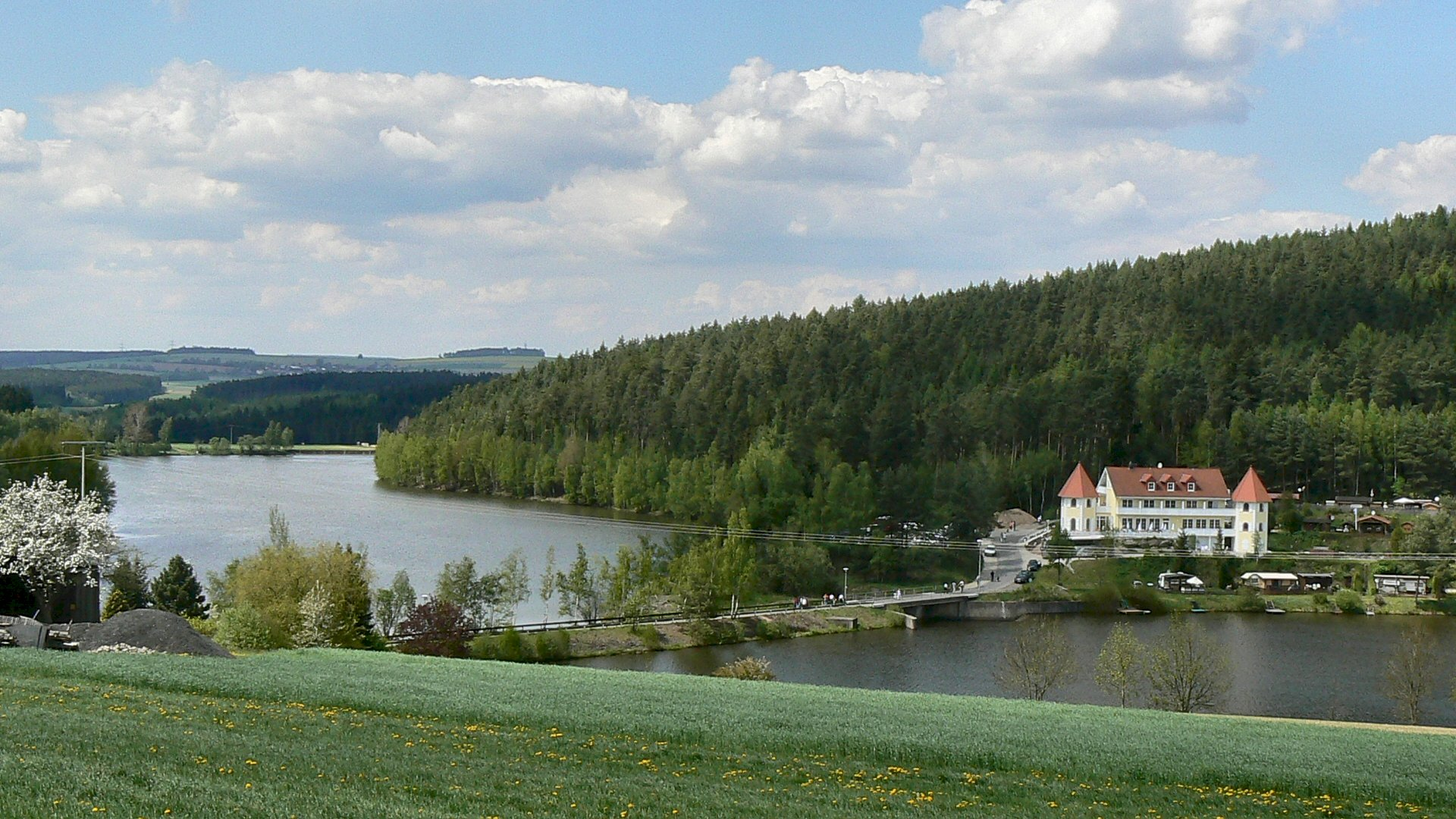

法伊斯尼茨河是德國的河流，位於該國東南部，由巴伐利亞負責管轄，屬於勒斯勞河的右支流，河道全長9.7公里，流域面積26.3平方公里，河口處在阿茨貝格。